# 吴爱恩
吴爱恩（1926年—2016年），女，朝鲜族，朝鲜平安北道人，中国基督教牧师，曾任中国基督教协会副会长，第七、八、九届全国政协委员。